# Instituto Antônio Houaiss
O Instituto Antônio Houaiss de Lexicografia e Banco de Dados da Língua Portuguesa S/C Ltda.  é um instituto de lexicografia fundado em 1997 no Rio de Janeiro por Antônio Houaiss, Francisco Manoel de Mello Franco e Mauro de Salles Villar, com objetivo inicial de dar continuidade à elaboração e publicar o Grande dicionário Houaiss da língua portuguesa.
Atualmente, além da lexicografia, o instituto elabora obras de referência como Escrevendo pela nova ortografia e Gramática Houaiss da língua portuguesa (em 2009 e 2010, respectivamente, pela Publifolha).

## Publicações
- Dicionário Houaiss da língua portuguesa (2001)
- Dicionário Houaiss — física (2005)
- Dicionário Houaiss ilustrado — música popular brasileira (2006)
- Escrevendo pela nova ortografia (2008)
- Novo dicionário Houaiss da língua portuguesa (2009)
- Minidicionário Houaiss da língua portuguesa (2009)
- Gramática Houaiss da língua portuguesa (2009)
- Meu primeiro dicionário Houaiss (2010)
- Dicionário Houaiss de sinônimos e antônimos (2011)
- Gramática comparativa Houaiss — quatro línguas românicas (2011)
- Dicionário Houaiss de conjugação de verbos (2012)